# Vuelta a Andalucía 2023
Vuelta a Andalucía 2023 (omtalt Ruta del Sol) var den 69. udgave af det spanske etapeløb Vuelta a Andalucía. Cykelløbets fem etaper blev kørt fra 15. februar med start i Puente de Génave til 19. februar 2023 hvor det sluttede i Alhaurín de la Torre. Løbet var en del af UCI ProSeries 2023. Den samlede vinder af løbet blev slovenske Tadej Pogačar fra UAE Team Emirates.

## Etaperne
| Etape    | Dato     | Start – Mål                                | type              | Afstand (km) | Elevation (m) | Etapevinder   | Førende rytter |
| -------- | -------- | ------------------------------------------ | ----------------- | ------------ | ------------- | ------------- | -------------- |
| 1. etape | 15. feb. | Puente de Génave – Santiago de la Espada   | bjergetape        | 179          | 3.947 m       | Tadej Pogačar | Tadej Pogačar  |
| 2. etape | 16. feb. | Diezma – Alcalá la Real                    | middel bjergetape | 156,1        | 2.589 m       | Tadej Pogačar | Tadej Pogačar  |
| 3. etape | 17. feb. | Alcalá de Guadaíra – Alcalá de los Gazules | flad etape        | 161          | 1.667 m       | Tim Wellens   | Tadej Pogačar  |
| 4. etape | 18. feb. | Olvera – Iznájar                           | middel bjergetape | 164,8        | 3.095 m       | Tadej Pogačar | Tadej Pogačar  |
| 5. etape | 19. feb. | Villa de Otura – Alhaurín de la Torre      | middel bjergetape | 184,3        | 2.910 m       | Omar Fraile   | Tadej Pogačar  |

### 1. etape
| Puente de Génave - Santiago de la Espada | bjergetape | (179 km) |

| \| Etaperesultat \| Etaperesultat \| Etaperesultat \| Etaperesultat \| Etaperesultat \| \| Rytter \| Rytter \| Hold \| Tid \| \| \| ------------- \| ------------------------ \| ---------------------- \| ------------- \| ------------- \| \| 1. \| Tadej Pogačar \| UAE Team Emirates \| 5t 04' 19" \| \| \| 2. \| Mikel Landa \| Bahrain Victorious \| + 38" \| \| \| 3. \| Carlos Rodríguez \| Ineos Grenadiers \| + 38" \| \| \| 4. \| Santiago Buitrago \| Bahrain Victorious \| + 38" \| \| \| 5. \| Tao Geoghegan Hart \| Ineos Grenadiers \| + 1' 38" \| \| \| 6. \| Pavel Sivakov \| Ineos Grenadiers \| + 1' 39" \| \| \| 7. \| Damiano Caruso \| Bahrain Victorious \| + 1' 39" \| \| \| 8. \| Enric Mas \| Movistar Team \| + 1' 39" \| \| \| 9. \| Jack Haig \| Bahrain Victorious \| + 1' 39" \| \| \| 10. \| Jefferson Alveiro Cepeda \| Caja Rural-Seguros RGA \| + 1' 41" \| \| |                          |                        |            |
| |                          |                        |            |
| Kilde: ProCyclingStats |                          |                        |            |
| Etaperesultat |                          |                        |            |
| Rytter | Rytter                   | Hold                   | Tid        |
| 1. | Tadej Pogačar            | UAE Team Emirates      | 5t 04' 19" |
| 2. | Mikel Landa              | Bahrain Victorious     | + 38"      |
| 3. | Carlos Rodríguez         | Ineos Grenadiers       | + 38"      |
| 4. | Santiago Buitrago        | Bahrain Victorious     | + 38"      |
| 5. | Tao Geoghegan Hart       | Ineos Grenadiers       | + 1' 38"   |
| 6. | Pavel Sivakov            | Ineos Grenadiers       | + 1' 39"   |
| 7. | Damiano Caruso           | Bahrain Victorious     | + 1' 39"   |
| 8. | Enric Mas                | Movistar Team          | + 1' 39"   |
| 9. | Jack Haig                | Bahrain Victorious     | + 1' 39"   |
| 10. | Jefferson Alveiro Cepeda | Caja Rural-Seguros RGA | + 1' 41"   |

| \| Samlede stilling \| Samlede stilling \| Samlede stilling \| Samlede stilling \| Samlede stilling \| \| Rytter \| Rytter \| Hold \| Tid \| \| \| ---------------- \| ------------------------ \| ---------------------- \| ---------------- \| ---------------- \| \| 1. \| Tadej Pogačar \| UAE Team Emirates \| 5t 04' 19" \| \| \| 2. \| Mikel Landa \| Bahrain Victorious \| + 38" \| \| \| 3. \| Carlos Rodríguez \| Ineos Grenadiers \| + 38" \| \| \| 4. \| Santiago Buitrago \| Bahrain Victorious \| + 38" \| \| \| 5. \| Tao Geoghegan Hart \| Ineos Grenadiers \| + 1' 38" \| \| \| 6. \| Pavel Sivakov \| Ineos Grenadiers \| + 1' 39" \| \| \| 7. \| Damiano Caruso \| Bahrain Victorious \| + 1' 39" \| \| \| 8. \| Enric Mas \| Movistar Team \| + 1' 39" \| \| \| 9. \| Jack Haig \| Bahrain Victorious \| + 1' 39" \| \| \| 10. \| Jefferson Alveiro Cepeda \| Caja Rural-Seguros RGA \| + 1' 41" \| \| |                          |                        |            |
| |                          |                        |            |
| Kilde: ProCyclingStats |                          |                        |            |
| Samlede stilling |                          |                        |            |
| Rytter | Rytter                   | Hold                   | Tid        |
| 1. | Tadej Pogačar            | UAE Team Emirates      | 5t 04' 19" |
| 2. | Mikel Landa              | Bahrain Victorious     | + 38"      |
| 3. | Carlos Rodríguez         | Ineos Grenadiers       | + 38"      |
| 4. | Santiago Buitrago        | Bahrain Victorious     | + 38"      |
| 5. | Tao Geoghegan Hart       | Ineos Grenadiers       | + 1' 38"   |
| 6. | Pavel Sivakov            | Ineos Grenadiers       | + 1' 39"   |
| 7. | Damiano Caruso           | Bahrain Victorious     | + 1' 39"   |
| 8. | Enric Mas                | Movistar Team          | + 1' 39"   |
| 9. | Jack Haig                | Bahrain Victorious     | + 1' 39"   |
| 10. | Jefferson Alveiro Cepeda | Caja Rural-Seguros RGA | + 1' 41"   |

### 2. etape
| Diezma - Alcalá la Real | middel bjergetape | (156,1 km) |

| \| Etaperesultat \| Etaperesultat \| Etaperesultat \| Etaperesultat \| Etaperesultat \| \| Rytter \| Rytter \| Hold \| Tid \| \| \| ------------- \| ------------------ \| ------------------------ \| ------------- \| ------------- \| \| 1. \| Tadej Pogačar \| UAE Team Emirates \| 3t 40' 10" \| \| \| 2. \| Enric Mas \| Movistar Team \| + 4" \| \| \| 3. \| Santiago Buitrago \| Bahrain Victorious \| + 4" \| \| \| 4. \| Mikel Landa \| Bahrain Victorious \| + 4" \| \| \| 5. \| Carlos Rodríguez \| Ineos Grenadiers \| + 4" \| \| \| 6. \| Lorenzo Rota \| Intermarché-Circus-Wanty \| + 17" \| \| \| 7. \| Dylan Teuns \| Israel-Premier Tech \| + 21" \| \| \| 8. \| Tao Geoghegan Hart \| Ineos Grenadiers \| + 24" \| \| \| 9. \| Damiano Caruso \| Bahrain Victorious \| + 33" \| \| \| 10. \| Georg Zimmermann \| Intermarché-Circus-Wanty \| + 36" \| \| |                    |                          |            |
| |                    |                          |            |
| Kilde: ProCyclingStats |                    |                          |            |
| Etaperesultat |                    |                          |            |
| Rytter | Rytter             | Hold                     | Tid        |
| 1. | Tadej Pogačar      | UAE Team Emirates        | 3t 40' 10" |
| 2. | Enric Mas          | Movistar Team            | + 4"       |
| 3. | Santiago Buitrago  | Bahrain Victorious       | + 4"       |
| 4. | Mikel Landa        | Bahrain Victorious       | + 4"       |
| 5. | Carlos Rodríguez   | Ineos Grenadiers         | + 4"       |
| 6. | Lorenzo Rota       | Intermarché-Circus-Wanty | + 17"      |
| 7. | Dylan Teuns        | Israel-Premier Tech      | + 21"      |
| 8. | Tao Geoghegan Hart | Ineos Grenadiers         | + 24"      |
| 9. | Damiano Caruso     | Bahrain Victorious       | + 33"      |
| 10. | Georg Zimmermann   | Intermarché-Circus-Wanty | + 36"      |

| \| Samlede stilling \| Samlede stilling \| Samlede stilling \| Samlede stilling \| Samlede stilling \| \| Rytter \| Rytter \| Hold \| Tid \| \| \| ---------------- \| ------------------ \| ------------------ \| ---------------- \| ---------------- \| \| 1. \| Tadej Pogačar \| UAE Team Emirates \| 8t 44' 19" \| \| \| 2. \| Santiago Buitrago \| Bahrain Victorious \| + 48" \| \| \| 3. \| Mikel Landa \| Bahrain Victorious \| + 52" \| \| \| 4. \| Carlos Rodríguez \| Ineos Grenadiers \| + 52" \| \| \| 5. \| Enric Mas \| Movistar Team \| + 1' 47" \| \| \| 6. \| Tao Geoghegan Hart \| Ineos Grenadiers \| + 2' 12" \| \| \| 7. \| Damiano Caruso \| Bahrain Victorious \| + 2' 22" \| \| \| 8. \| Rafał Majka \| UAE Team Emirates \| + 2' 51" \| \| \| 9. \| Pavel Sivakov \| Ineos Grenadiers \| + 2' 52" \| \| \| 10. \| Jack Haig \| Bahrain Victorious \| + 2' 52" \| \| |                    |                    |            |
| |                    |                    |            |
| Kilde: ProCyclingStats |                    |                    |            |
| Samlede stilling |                    |                    |            |
| Rytter | Rytter             | Hold               | Tid        |
| 1. | Tadej Pogačar      | UAE Team Emirates  | 8t 44' 19" |
| 2. | Santiago Buitrago  | Bahrain Victorious | + 48"      |
| 3. | Mikel Landa        | Bahrain Victorious | + 52"      |
| 4. | Carlos Rodríguez   | Ineos Grenadiers   | + 52"      |
| 5. | Enric Mas          | Movistar Team      | + 1' 47"   |
| 6. | Tao Geoghegan Hart | Ineos Grenadiers   | + 2' 12"   |
| 7. | Damiano Caruso     | Bahrain Victorious | + 2' 22"   |
| 8. | Rafał Majka        | UAE Team Emirates  | + 2' 51"   |
| 9. | Pavel Sivakov      | Ineos Grenadiers   | + 2' 52"   |
| 10. | Jack Haig          | Bahrain Victorious | + 2' 52"   |

### 3. etape
| Alcalá de Guadaíra - Alcalá de los Gazules | flad etape | (161 km) |

| \| Etaperesultat \| Etaperesultat \| Etaperesultat \| Etaperesultat \| Etaperesultat \| \| Rytter \| Rytter \| Hold \| Tid \| \| \| ------------- \| ------------------- \| ------------------------ \| ------------- \| ------------- \| \| 1. \| Tim Wellens \| UAE Team Emirates \| 3t 47' 12" \| \| \| 2. \| Pierre Latour \| TotalEnergies \| + 14" \| \| \| 3. \| Samuele Battistella \| Astana Qazaqstan Team \| + 15" \| \| \| 4. \| Connor Swift \| Ineos Grenadiers \| + 15" \| \| \| 5. \| Laurenz Rex \| Intermarché-Circus-Wanty \| + 16" \| \| \| 6. \| Davide Bais \| Eolo-Kometa \| + 16" \| \| \| 7. \| Edoardo Zambanini \| Bahrain Victorious \| + 16" \| \| \| 8. \| Cyril Barthe \| Burgos-BH \| + 26" \| \| \| 9. \| Erik Fetter \| Eolo-Kometa \| + 28" \| \| \| 10. \| Gorka Izagirre \| Movistar Team \| + 28" \| \| |                     |                          |            |
| |                     |                          |            |
| Kilde: ProCyclingStats |                     |                          |            |
| Etaperesultat |                     |                          |            |
| Rytter | Rytter              | Hold                     | Tid        |
| 1. | Tim Wellens         | UAE Team Emirates        | 3t 47' 12" |
| 2. | Pierre Latour       | TotalEnergies            | + 14"      |
| 3. | Samuele Battistella | Astana Qazaqstan Team    | + 15"      |
| 4. | Connor Swift        | Ineos Grenadiers         | + 15"      |
| 5. | Laurenz Rex         | Intermarché-Circus-Wanty | + 16"      |
| 6. | Davide Bais         | Eolo-Kometa              | + 16"      |
| 7. | Edoardo Zambanini   | Bahrain Victorious       | + 16"      |
| 8. | Cyril Barthe        | Burgos-BH                | + 26"      |
| 9. | Erik Fetter         | Eolo-Kometa              | + 28"      |
| 10. | Gorka Izagirre      | Movistar Team            | + 28"      |

| \| Samlede stilling \| Samlede stilling \| Samlede stilling \| Samlede stilling \| Samlede stilling \| \| Rytter \| Rytter \| Hold \| Tid \| \| \| ---------------- \| ------------------ \| ------------------ \| ---------------- \| ---------------- \| \| 1. \| Tadej Pogačar \| UAE Team Emirates \| 12t 35' 57" \| \| \| 2. \| Santiago Buitrago \| Bahrain Victorious \| + 48" \| \| \| 3. \| Mikel Landa \| Bahrain Victorious \| + 52" \| \| \| 4. \| Carlos Rodríguez \| Ineos Grenadiers \| + 52" \| \| \| 5. \| Enric Mas \| Movistar Team \| + 1' 47" \| \| \| 6. \| Tao Geoghegan Hart \| Ineos Grenadiers \| + 2' 12" \| \| \| 7. \| José Manuel Díaz \| Burgos-BH \| + 2' 19" \| \| \| 8. \| Gorka Izagirre \| Movistar Team \| + 2' 21" \| \| \| 9. \| Damiano Caruso \| Bahrain Victorious \| + 2' 22" \| \| \| 10. \| Tim Wellens \| UAE Team Emirates \| + 2' 26" \| \| |                    |                    |             |
| |                    |                    |             |
| Kilde: ProCyclingStats |                    |                    |             |
| Samlede stilling |                    |                    |             |
| Rytter | Rytter             | Hold               | Tid         |
| 1. | Tadej Pogačar      | UAE Team Emirates  | 12t 35' 57" |
| 2. | Santiago Buitrago  | Bahrain Victorious | + 48"       |
| 3. | Mikel Landa        | Bahrain Victorious | + 52"       |
| 4. | Carlos Rodríguez   | Ineos Grenadiers   | + 52"       |
| 5. | Enric Mas          | Movistar Team      | + 1' 47"    |
| 6. | Tao Geoghegan Hart | Ineos Grenadiers   | + 2' 12"    |
| 7. | José Manuel Díaz   | Burgos-BH          | + 2' 19"    |
| 8. | Gorka Izagirre     | Movistar Team      | + 2' 21"    |
| 9. | Damiano Caruso     | Bahrain Victorious | + 2' 22"    |
| 10. | Tim Wellens        | UAE Team Emirates  | + 2' 26"    |

### 4. etape
| Olvera - Iznájar | middel bjergetape | (164,8 km) |

| \| Etaperesultat \| Etaperesultat \| Etaperesultat \| Etaperesultat \| Etaperesultat \| \| Rytter \| Rytter \| Hold \| Tid \| \| \| ------------- \| ------------------ \| ------------------------ \| ------------- \| ------------- \| \| 1. \| Tadej Pogačar \| UAE Team Emirates \| 4t 01' 39" \| \| \| 2. \| Enric Mas \| Movistar Team \| + 3" \| \| \| 3. \| Lorenzo Rota \| Intermarché-Circus-Wanty \| + 9" \| \| \| 4. \| Mikel Landa \| Bahrain Victorious \| + 12" \| \| \| 5. \| Santiago Buitrago \| Bahrain Victorious \| + 21" \| \| \| 6. \| Nick Schultz \| Israel-Premier Tech \| + 21" \| \| \| 7. \| Tao Geoghegan Hart \| Ineos Grenadiers \| + 21" \| \| \| 8. \| Andreas Kron \| Lotto Dstny \| + 24" \| \| \| 9. \| Damiano Caruso \| Bahrain Victorious \| + 33" \| \| \| 10. \| Carlos Rodríguez \| Ineos Grenadiers \| + 33" \| \| |                    |                          |            |
| |                    |                          |            |
| Kilde: ProCyclingStats |                    |                          |            |
| Etaperesultat |                    |                          |            |
| Rytter | Rytter             | Hold                     | Tid        |
| 1. | Tadej Pogačar      | UAE Team Emirates        | 4t 01' 39" |
| 2. | Enric Mas          | Movistar Team            | + 3"       |
| 3. | Lorenzo Rota       | Intermarché-Circus-Wanty | + 9"       |
| 4. | Mikel Landa        | Bahrain Victorious       | + 12"      |
| 5. | Santiago Buitrago  | Bahrain Victorious       | + 21"      |
| 6. | Nick Schultz       | Israel-Premier Tech      | + 21"      |
| 7. | Tao Geoghegan Hart | Ineos Grenadiers         | + 21"      |
| 8. | Andreas Kron       | Lotto Dstny              | + 24"      |
| 9. | Damiano Caruso     | Bahrain Victorious       | + 33"      |
| 10. | Carlos Rodríguez   | Ineos Grenadiers         | + 33"      |

| \| Samlede stilling \| Samlede stilling \| Samlede stilling \| Samlede stilling \| Samlede stilling \| \| Rytter \| Rytter \| Hold \| Tid \| \| \| ---------------- \| ------------------ \| ------------------------ \| ---------------- \| ---------------- \| \| 1. \| Tadej Pogačar \| UAE Team Emirates \| 16t 36' 58" \| \| \| 2. \| Mikel Landa \| Bahrain Victorious \| + 1' 14" \| \| \| 3. \| Santiago Buitrago \| Bahrain Victorious \| + 1' 19" \| \| \| 4. \| Carlos Rodríguez \| Ineos Grenadiers \| + 1' 35" \| \| \| 5. \| Enric Mas \| Movistar Team \| + 1' 54" \| \| \| 6. \| Tao Geoghegan Hart \| Ineos Grenadiers \| + 2' 43" \| \| \| 7. \| Damiano Caruso \| Bahrain Victorious \| + 3' 05" \| \| \| 8. \| Lorenzo Rota \| Intermarché-Circus-Wanty \| + 3' 23" \| \| \| 9. \| Andreas Kron \| Lotto Dstny \| + 3' 45" \| \| \| 10. \| Pavel Sivakov \| Ineos Grenadiers \| + 3' 53" \| \| |                    |                          |             |
| |                    |                          |             |
| Kilde: ProCyclingStats |                    |                          |             |
| Samlede stilling |                    |                          |             |
| Rytter | Rytter             | Hold                     | Tid         |
| 1. | Tadej Pogačar      | UAE Team Emirates        | 16t 36' 58" |
| 2. | Mikel Landa        | Bahrain Victorious       | + 1' 14"    |
| 3. | Santiago Buitrago  | Bahrain Victorious       | + 1' 19"    |
| 4. | Carlos Rodríguez   | Ineos Grenadiers         | + 1' 35"    |
| 5. | Enric Mas          | Movistar Team            | + 1' 54"    |
| 6. | Tao Geoghegan Hart | Ineos Grenadiers         | + 2' 43"    |
| 7. | Damiano Caruso     | Bahrain Victorious       | + 3' 05"    |
| 8. | Lorenzo Rota       | Intermarché-Circus-Wanty | + 3' 23"    |
| 9. | Andreas Kron       | Lotto Dstny              | + 3' 45"    |
| 10. | Pavel Sivakov      | Ineos Grenadiers         | + 3' 53"    |

### 5. etape
| Villa de Otura - Alhaurín de la Torre | middel bjergetape | (184,3 km) |

| \| Etaperesultat \| Etaperesultat \| Etaperesultat \| Etaperesultat \| Etaperesultat \| \| Rytter \| Rytter \| Hold \| Tid \| \| \| ------------- \| -------------------- \| ------------------------ \| ------------- \| ------------- \| \| 1. \| Omar Fraile \| Ineos Grenadiers \| 4t 27' 59" \| \| \| 2. \| Alessandro Covi \| UAE Team Emirates \| + 0" \| \| \| 3. \| Andrea Pasqualon \| Bahrain Victorious \| + 0" \| \| \| 4. \| Andreas Kron \| Lotto Dstny \| + 0" \| \| \| 5. \| Nick Schultz \| Israel-Premier Tech \| + 0" \| \| \| 6. \| Gonzalo Serrano \| Movistar Team \| + 0" \| \| \| 7. \| Edvald Boasson Hagen \| TotalEnergies \| + 0" \| \| \| 8. \| Damiano Caruso \| Bahrain Victorious \| + 0" \| \| \| 9. \| Jesús Ezquerra \| Burgos-BH \| + 0" \| \| \| 10. \| Lorenzo Rota \| Intermarché-Circus-Wanty \| + 0" \| \| |                      |                          |            |
| |                      |                          |            |
| Kilde: ProCyclingStats |                      |                          |            |
| Etaperesultat |                      |                          |            |
| Rytter | Rytter               | Hold                     | Tid        |
| 1. | Omar Fraile          | Ineos Grenadiers         | 4t 27' 59" |
| 2. | Alessandro Covi      | UAE Team Emirates        | + 0"       |
| 3. | Andrea Pasqualon     | Bahrain Victorious       | + 0"       |
| 4. | Andreas Kron         | Lotto Dstny              | + 0"       |
| 5. | Nick Schultz         | Israel-Premier Tech      | + 0"       |
| 6. | Gonzalo Serrano      | Movistar Team            | + 0"       |
| 7. | Edvald Boasson Hagen | TotalEnergies            | + 0"       |
| 8. | Damiano Caruso       | Bahrain Victorious       | + 0"       |
| 9. | Jesús Ezquerra       | Burgos-BH                | + 0"       |
| 10. | Lorenzo Rota         | Intermarché-Circus-Wanty | + 0"       |

## Resultater
| \| Samlede stilling \| Samlede stilling \| Samlede stilling \| Samlede stilling \| Samlede stilling \| \| Rytter \| Rytter \| Hold \| Tid \| \| \| ---------------- \| ------------------ \| ------------------------ \| ---------------- \| ---------------- \| \| 1. \| Tadej Pogačar \| UAE Team Emirates \| 21t 04' 57" \| \| \| 2. \| Mikel Landa \| Bahrain Victorious \| + 1' 23" \| \| \| 3. \| Santiago Buitrago \| Bahrain Victorious \| + 1' 28" \| \| \| 4. \| Carlos Rodríguez \| Ineos Grenadiers \| + 1' 44" \| \| \| 5. \| Enric Mas \| Movistar Team \| + 2' 03" \| \| \| 6. \| Tao Geoghegan Hart \| Ineos Grenadiers \| + 2' 52" \| \| \| 7. \| Damiano Caruso \| Bahrain Victorious \| + 3' 05" \| \| \| 8. \| Lorenzo Rota \| Intermarché-Circus-Wanty \| + 3' 23" \| \| \| 9. \| Andreas Kron \| Lotto Dstny \| + 3' 45" \| \| \| 10. \| Pavel Sivakov \| Ineos Grenadiers \| + 4' 05" \| \| |                    |                          |             |
| |                    |                          |             |
| Kilde: ProCyclingStats |                    |                          |             |
| Samlede stilling |                    |                          |             |
| Rytter | Rytter             | Hold                     | Tid         |
| 1. | Tadej Pogačar      | UAE Team Emirates        | 21t 04' 57" |
| 2. | Mikel Landa        | Bahrain Victorious       | + 1' 23"    |
| 3. | Santiago Buitrago  | Bahrain Victorious       | + 1' 28"    |
| 4. | Carlos Rodríguez   | Ineos Grenadiers         | + 1' 44"    |
| 5. | Enric Mas          | Movistar Team            | + 2' 03"    |
| 6. | Tao Geoghegan Hart | Ineos Grenadiers         | + 2' 52"    |
| 7. | Damiano Caruso     | Bahrain Victorious       | + 3' 05"    |
| 8. | Lorenzo Rota       | Intermarché-Circus-Wanty | + 3' 23"    |
| 9. | Andreas Kron       | Lotto Dstny              | + 3' 45"    |
| 10. | Pavel Sivakov      | Ineos Grenadiers         | + 4' 05"    |

| Samlede stilling | Samlede stilling   | Samlede stilling         | Samlede stilling | Samlede stilling |
| Rytter           | Rytter             | Hold                     | Tid              |                  |
| ---------------- | ------------------ | ------------------------ | ---------------- | ---------------- |
| 1.               | Tadej Pogačar      | UAE Team Emirates        | 21t 04' 57"      |                  |
| 2.               | Mikel Landa        | Bahrain Victorious       | + 1' 23"         |                  |
| 3.               | Santiago Buitrago  | Bahrain Victorious       | + 1' 28"         |                  |
| 4.               | Carlos Rodríguez   | Ineos Grenadiers         | + 1' 44"         |                  |
| 5.               | Enric Mas          | Movistar Team            | + 2' 03"         |                  |
| 6.               | Tao Geoghegan Hart | Ineos Grenadiers         | + 2' 52"         |                  |
| 7.               | Damiano Caruso     | Bahrain Victorious       | + 3' 05"         |                  |
| 8.               | Lorenzo Rota       | Intermarché-Circus-Wanty | + 3' 23"         |                  |
| 9.               | Andreas Kron       | Lotto Dstny              | + 3' 45"         |                  |
| 10.              | Pavel Sivakov      | Ineos Grenadiers         | + 4' 05"         |                  |

| Pointkonkurrence | Pointkonkurrence   | Pointkonkurrence         | Pointkonkurrence | Pointkonkurrence |
| Rytter           | Rytter             | Hold                     | Point            |                  |
| ---------------- | ------------------ | ------------------------ | ---------------- | ---------------- |
| 1.               | Tadej Pogačar      | UAE Team Emirates        | 77 point         |                  |
| 2.               | Mikel Landa        | Bahrain Victorious       | 48 point         |                  |
| 3.               | Enric Mas          | Movistar Team            | 48 point         |                  |
| 4.               | Santiago Buitrago  | Bahrain Victorious       | 42 point         |                  |
| 5.               | Carlos Rodríguez   | Ineos Grenadiers         | 34 point         |                  |
| 6.               | Lorenzo Rota       | Intermarché-Circus-Wanty | 32 point         |                  |
| 7.               | Damiano Caruso     | Bahrain Victorious       | 31 point         |                  |
| 8.               | Tim Wellens        | UAE Team Emirates        | 29 point         |                  |
| 9.               | Tao Geoghegan Hart | Ineos Grenadiers         | 29 point         |                  |
| 10.              | Omar Fraile        | Ineos Grenadiers         | 25 point         |                  |

| Pointkonkurrence | Pointkonkurrence   | Pointkonkurrence         | Pointkonkurrence | Pointkonkurrence |
| Rytter           | Rytter             | Hold                     | Point            |                  |
| ---------------- | ------------------ | ------------------------ | ---------------- | ---------------- |
| 1.               | Tadej Pogačar      | UAE Team Emirates        | 77 point         |                  |
| 2.               | Mikel Landa        | Bahrain Victorious       | 48 point         |                  |
| 3.               | Enric Mas          | Movistar Team            | 48 point         |                  |
| 4.               | Santiago Buitrago  | Bahrain Victorious       | 42 point         |                  |
| 5.               | Carlos Rodríguez   | Ineos Grenadiers         | 34 point         |                  |
| 6.               | Lorenzo Rota       | Intermarché-Circus-Wanty | 32 point         |                  |
| 7.               | Damiano Caruso     | Bahrain Victorious       | 31 point         |                  |
| 8.               | Tim Wellens        | UAE Team Emirates        | 29 point         |                  |
| 9.               | Tao Geoghegan Hart | Ineos Grenadiers         | 29 point         |                  |
| 10.              | Omar Fraile        | Ineos Grenadiers         | 25 point         |                  |

| Bjergkonkurrence | Bjergkonkurrence | Bjergkonkurrence   | Bjergkonkurrence | Bjergkonkurrence |
| Rytter           | Rytter           | Hold               | Point            |                  |
| ---------------- | ---------------- | ------------------ | ---------------- | ---------------- |
| 1.               | Gotzon Martín    | Euskaltel-Euskadi  | 26 point         |                  |
| 2.               | Álex Martín      | Eolo-Kometa        | 18 point         |                  |
| 3.               | Dries De Bondt   | Alpecin-Deceuninck | 16 point         |                  |
| 4.               | Tadej Pogačar    | UAE Team Emirates  | 15 point         |                  |
| 5.               | Clément Alleno   | Burgos-BH          | 10 point         |                  |
| 6.               | Pavel Sivakov    | Ineos Grenadiers   | 9 point          |                  |
| 7.               | Mikel Landa      | Bahrain Victorious | 9 point          |                  |
| 8.               | Omar Fraile      | Ineos Grenadiers   | 8 point          |                  |
| 9.               | Dries Van Gestel | TotalEnergies      | 8 point          |                  |
| 10.              | Pascal Eenkhoorn | Lotto Dstny        | 7 point          |                  |

| Bjergkonkurrence | Bjergkonkurrence | Bjergkonkurrence   | Bjergkonkurrence | Bjergkonkurrence |
| Rytter           | Rytter           | Hold               | Point            |                  |
| ---------------- | ---------------- | ------------------ | ---------------- | ---------------- |
| 1.               | Gotzon Martín    | Euskaltel-Euskadi  | 26 point         |                  |
| 2.               | Álex Martín      | Eolo-Kometa        | 18 point         |                  |
| 3.               | Dries De Bondt   | Alpecin-Deceuninck | 16 point         |                  |
| 4.               | Tadej Pogačar    | UAE Team Emirates  | 15 point         |                  |
| 5.               | Clément Alleno   | Burgos-BH          | 10 point         |                  |
| 6.               | Pavel Sivakov    | Ineos Grenadiers   | 9 point          |                  |
| 7.               | Mikel Landa      | Bahrain Victorious | 9 point          |                  |
| 8.               | Omar Fraile      | Ineos Grenadiers   | 8 point          |                  |
| 9.               | Dries Van Gestel | TotalEnergies      | 8 point          |                  |
| 10.              | Pascal Eenkhoorn | Lotto Dstny        | 7 point          |                  |

| Holdkonkurrence | Holdkonkurrence          | Holdkonkurrence | Holdkonkurrence |
| Hold            | Hold                     | Tid             |                 |
| --------------- | ------------------------ | --------------- | --------------- |
| 1.              | Ineos Grenadiers         | 63t 15' 54"     |                 |
| 2.              | Bahrain Victorious       | + 43"           |                 |
| 3.              | UAE Team Emirates        | + 9' 57"        |                 |
| 4.              | Movistar Team            | + 14' 41"       |                 |
| 5.              | Team Jayco AlUla         | + 19' 59"       |                 |
| 6.              | Intermarché-Circus-Wanty | + 32' 40"       |                 |
| 7.              | Burgos-BH                | + 34' 48"       |                 |
| 8.              | Eolo-Kometa              | + 38' 55"       |                 |
| 9.              | Israel-Premier Tech      | + 46' 35"       |                 |
| 10.             | Lotto Dstny              | + 51' 06"       |                 |

| Holdkonkurrence | Holdkonkurrence          | Holdkonkurrence | Holdkonkurrence |
| Hold            | Hold                     | Tid             |                 |
| --------------- | ------------------------ | --------------- | --------------- |
| 1.              | Ineos Grenadiers         | 63t 15' 54"     |                 |
| 2.              | Bahrain Victorious       | + 43"           |                 |
| 3.              | UAE Team Emirates        | + 9' 57"        |                 |
| 4.              | Movistar Team            | + 14' 41"       |                 |
| 5.              | Team Jayco AlUla         | + 19' 59"       |                 |
| 6.              | Intermarché-Circus-Wanty | + 32' 40"       |                 |
| 7.              | Burgos-BH                | + 34' 48"       |                 |
| 8.              | Eolo-Kometa              | + 38' 55"       |                 |
| 9.              | Israel-Premier Tech      | + 46' 35"       |                 |
| 10.             | Lotto Dstny              | + 51' 06"       |                 |

## Hold og ryttere
| UCI WorldTeams (8)- Alpecin-Deceuninck - Astana Qazaqstan Team - Bahrain Victorious - Ineos Grenadiers - Intermarché-Circus-Wanty - Team Jayco AlUla - Movistar Team - UAE Team Emirates UCI ProTeams (9)- Burgos-BH - Caja Rural-Seguros RGA - Eolo-Kometa - Euskaltel-Euskadi - Israel-Premier Tech - Equipo Kern Pharma - Lotto Dstny - Team Flanders-Baloise - TotalEnergies |
| |

### Danske ryttere
| Danske ryttere på startlisten |                         |                  |           |
| Rygnummer                     | Rytter                  | Hold             | Placering |
| 54                            | Christopher Juul-Jensen | Team Jayco AlUla | 80        |
| 101                           | Andreas Kron            | Lotto Dstny      | 9         |

* DNF = gennemførte ikke

### Startliste
| Bahrain Victorious TBV | Bahrain Victorious TBV  | Bahrain Victorious TBV |
| ---------------------- | ----------------------- | ---------------------- |
| Nr.                    | Rytter                  | Placering              |
| 1                      | Mikel Landa (ESP)       | 2.                     |
| 2                      | Matej Mohorič (SLO)     | 32.                    |
| 3                      | Damiano Caruso (ITA)    | 7.                     |
| 4                      | Jack Haig (AUS)         | 11.                    |
| 5                      | Andrea Pasqualon (ITA)  | 59.                    |
| 6                      | Santiago Buitrago (COL) | 3.                     |
| 7                      | Edoardo Zambanini (ITA) | 39.                    |

| Astana Qazaqstan Team AST | Astana Qazaqstan Team AST | Astana Qazaqstan Team AST |
| ------------------------- | ------------------------- | ------------------------- |
| Nr.                       | Rytter                    | Placering                 |
| 11                        | Samuele Battistella (ITA) | DNF-5                     |
| 12                        | Luis León Sánchez (ESP)   | 24.                       |
| 13                        | Cristian Scaroni (ITA)    | DNF-4                     |
| 14                        | Fabio Felline (ITA)       | 72.                       |
| 15                        | Vadim Pronskij (KAZ)      | DNS-2                     |
| 16                        | Antonio Nibali (ITA)      | 82.                       |
| 17                        | Joe Dombrowski (USA)      | DNS-5                     |

| Ineos Grenadiers IGD | Ineos Grenadiers IGD              | Ineos Grenadiers IGD |
| -------------------- | --------------------------------- | -------------------- |
| Nr.                  | Rytter                            | Placering            |
| 21                   | Carlos Rodríguez (ESP) (landevej) | 4.                   |
| 22                   | Tao Geoghegan Hart (GBR)          | 6.                   |
| 23                   | Jhonatan Narváez (ECU)            | 12.                  |
| 24                   | Connor Swift (GBR)                | 61.                  |
| 25                   | Omar Fraile (ESP)                 | 36.                  |
| 26                   | Salvatore Puccio (ITA)            | 76.                  |
| 27                   | Pavel Sivakov (FRA)               | 10.                  |

| Movistar Team MOV | Movistar Team MOV         | Movistar Team MOV |
| ----------------- | ------------------------- | ----------------- |
| Nr.               | Rytter                    | Placering         |
| 31                | Enric Mas (ESP)           | 5.                |
| 32                | Iván García Cortina (ESP) | 75.               |
| 33                | Ruben Guerreiro (POR)     | 21.               |
| 34                | Gonzalo Serrano (ESP)     | 49.               |
| 35                | Nelson Oliveira (POR)     | 26.               |
| 36                | Gorka Izagirre (ESP)      | 18.               |
| 37                | Sergio Samitier (ESP)     | 86.               |

| UAE Team Emirates UAD | UAE Team Emirates UAD | UAE Team Emirates UAD |
| --------------------- | --------------------- | --------------------- |
| Nr.                   | Rytter                | Placering             |
| 41                    | Tadej Pogačar (SLO)   | 1.                    |
| 42                    | Alessandro Covi (ITA) | 54.                   |
| 43                    | George Bennett (NZL)  | 22.                   |
| 44                    | Tim Wellens (BEL)     | 17.                   |
| 45                    | Rafał Majka (POL)     | 25.                   |
| 46                    | Sjoerd Bax (NED)      | 79.                   |
| 47                    | Domen Novak (SLO)     | 91.                   |

| Team Jayco AlUla JAY | Team Jayco AlUla JAY          | Team Jayco AlUla JAY |
| -------------------- | ----------------------------- | -------------------- |
| Nr.                  | Rytter                        | Placering            |
| 51                   | Kevin Colleoni (ITA)          | 48.                  |
| 52                   | Felix Engelhardt (GER)        | 55.                  |
| 53                   | Tsgabu Grmay (ETH)            | 14.                  |
| 54                   | Christopher Juul-Jensen (DEN) | 80.                  |
| 55                   | Rudy Porter (AUS)             | 46.                  |
| 56                   | Matteo Sobrero (ITA)          | 20.                  |
| 57                   | Filippo Zana (ITA) (landevej) | 27.                  |

| Alpecin-Deceuninck ADC | Alpecin-Deceuninck ADC  | Alpecin-Deceuninck ADC |
| ---------------------- | ----------------------- | ---------------------- |
| Nr.                    | Rytter                  | Placering              |
| 61                     | Dries De Bondt (BEL)    | 81.                    |
| 62                     | Sam Gaze (NZL)          | 65.                    |
| 63                     | Ayco Bastiaens (BEL)    | DNF-5                  |
| 64                     | Alexander Krieger (GER) | DNF-5                  |
| 65                     | Axel Laurance (FRA)     | 35.                    |
| 66                     | Stefano Oldani (ITA)    | 44.                    |
| 67                     | Lionel Taminiaux (BEL)  |                        |

| Intermarché-Circus-Wanty ICW | Intermarché-Circus-Wanty ICW | Intermarché-Circus-Wanty ICW |
| ---------------------------- | ---------------------------- | ---------------------------- |
| Nr.                          | Rytter                       | Placering                    |
| 71                           | Lorenzo Rota (ITA)           | 8.                           |
| 72                           | Georg Zimmermann (GER)       | 47.                          |
| 73                           | Dion Smith (NZL)             | 57.                          |
| 74                           | Niccolò Bonifazio (ITA)      | 60.                          |
| 75                           | Laurens Huys (BEL)           | 23.                          |
| 76                           | Aimé De Gendt (BEL)          | 92.                          |
| 77                           | Laurenz Rex (BEL)            | 83.                          |

| Caja Rural-Seguros RGA CJR | Caja Rural-Seguros RGA CJR     | Caja Rural-Seguros RGA CJR |
| -------------------------- | ------------------------------ | -------------------------- |
| Nr.                        | Rytter                         | Placering                  |
| 81                         | Orluis Aular (VEN) (landevej)  | 84.                        |
| 82                         | Joel Nicolau (ESP)             | DNF-5                      |
| 83                         | Tomáš Bárta (CZE)              | DNF-4                      |
| 84                         | Jefferson Alveiro Cepeda (ECU) | 15.                        |
| 85                         | David González López (ESP)     | DNF-3                      |
| 86                         | Jokin Murguialday (ESP)        | DNF-3                      |
| 87                         | Julen Amezqueta (ESP)          | DNF-5                      |

| Eolo-Kometa EOK | Eolo-Kometa EOK         | Eolo-Kometa EOK |
| --------------- | ----------------------- | --------------- |
| Nr.             | Rytter                  | Placering       |
| 91              | Lorenzo Fortunato (ITA) | DNF-5           |
| 92              | Erik Fetter (HUN)       | 50.             |
| 93              | Davide Bais (ITA)       | DNS-5           |
| 94              | Simone Raccani (ITA)    | 73.             |
| 95              | Diego Sevilla (ESP)     | 69.             |
| 96              | Fernando Tercero (ESP)  | 34.             |
| 97              | Álex Martín (ESP)       | 67.             |

| Lotto Dstny LTD | Lotto Dstny LTD                   | Lotto Dstny LTD |
| --------------- | --------------------------------- | --------------- |
| Nr.             | Rytter                            | Placering       |
| 101             | Andreas Kron (DEN)                | 9.              |
| 102             | Milan Menten (BEL)                | 89.             |
| 103             | Pascal Eenkhoorn (NED) (landevej) | 52.             |
| 104             | Brent Van Moer (BEL)              | 58.             |
| 105             | Johannes Adamietz (GER)           | 41.             |
| 106             | Frederik Frison (BEL)             | 51.             |
| 107             | Liam Slock (BEL)                  | 66.             |

| Israel-Premier Tech IPT | Israel-Premier Tech IPT | Israel-Premier Tech IPT |
| ----------------------- | ----------------------- | ----------------------- |
| Nr.                     | Rytter                  | Placering               |
| 111                     | Dylan Teuns (BEL)       | 19.                     |
| 112                     | Nick Schultz (AUS)      | 13.                     |
| 113                     | Simon Clarke (AUS)      | DNF-1                   |
| 114                     | Hugo Houle (CAN)        | 56.                     |
| 115                     | Corbin Strong (NZL)     | DNS-4                   |
| 116                     | Sep Vanmarcke (BEL)     | DNF-5                   |
| 117                     | Tom Van Asbroeck (BEL)  | 88.                     |

| Equipo Kern Pharma EKP | Equipo Kern Pharma EKP     | Equipo Kern Pharma EKP |
| ---------------------- | -------------------------- | ---------------------- |
| Nr.                    | Rytter                     | Placering              |
| 121                    | Jon Agirre (ESP)           | 29.                    |
| 122                    | Raúl García Pierna (ESP)   | DNF-1                  |
| 123                    | Igor Arrieta (ESP)         | 30.                    |
| 124                    | Pau Miquel (ESP)           | DNF-4                  |
| 125                    | Álex Jaime (ESP)           | DNF-1                  |
| 126                    | Carlos García Pierna (ESP) | 63.                    |
| 127                    | Héctor Carretero (ESP)     | 70.                    |

| Euskaltel-Euskadi EUS | Euskaltel-Euskadi EUS  | Euskaltel-Euskadi EUS |
| --------------------- | ---------------------- | --------------------- |
| Nr.                   | Rytter                 | Placering             |
| 131                   | Juan José Lobato (ESP) | DNF-2                 |
| 132                   | Txomin Juaristi (ESP)  | 62.                   |
| 133                   | Xabier Isasa (ESP)     | 78.                   |
| 134                   | Gotzon Martín (ESP)    | 71.                   |
| 135                   | Joan Bou (ESP)         | 31.                   |
| 136                   | Luis Ángel Maté (ESP)  | 38.                   |
| 137                   | Ibai Azurmendi (ESP)   | DNS-4                 |

| TotalEnergies TEN | TotalEnergies TEN          | TotalEnergies TEN |
| ----------------- | -------------------------- | ----------------- |
| Nr.               | Rytter                     | Placering         |
| 141               | Dries Van Gestel (BEL)     | 85.               |
| 142               | Edvald Boasson Hagen (NOR) | 45.               |
| 143               | Pierre Latour (FRA)        | 43.               |
| 144               | Paul Ourselin (FRA)        | DNS-5             |
| 145               | Geoffrey Soupe (FRA)       | DNF-5             |
| 146               | Alan Jousseaume (FRA)      | DNS-5             |
| 147               | Jérémy Cabot (FRA)         | 33.               |

| Burgos-BH BBH | Burgos-BH BBH              | Burgos-BH BBH |
| ------------- | -------------------------- | ------------- |
| Nr.           | Rytter                     | Placering     |
| 151           | Clément Alleno (FRA)       | 87.           |
| 152           | Jesús Ezquerra (ESP)       | 74.           |
| 153           | Daniel Navarro (ESP)       | 37.           |
| 154           | Cyril Barthe (FRA)         | 77.           |
| 155           | Ander Okamika (ESP)        | 64.           |
| 156           | José Manuel Díaz (ESP)     | 16.           |
| 157           | Andrés Camilo Ardila (COL) | 28.           |

| Team Flanders-Baloise TFB | Team Flanders-Baloise TFB | Team Flanders-Baloise TFB |
| ------------------------- | ------------------------- | ------------------------- |
| Nr.                       | Rytter                    | Placering                 |
| 161                       | Aaron Van Poucke (BEL)    | 90.                       |
| 162                       | Vincent Van Hemelen (BEL) | 68.                       |
| 163                       | Gilles De Wilde (BEL)     | DNF-5                     |
| 164                       | Jenno Berckmoes (BEL)     | 40.                       |
| 165                       | Ward Vanhoof (BEL)        | DNF-3                     |
| 166                       | Vito Braet (BEL)          | 42.                       |
| 167                       | Alex Colman (BEL)         | 53.                       |

| Bahrain Victorious TBV | Bahrain Victorious TBV  | Bahrain Victorious TBV |
| ---------------------- | ----------------------- | ---------------------- |
| Nr.                    | Rytter                  | Placering              |
| 1                      | Mikel Landa (ESP)       | 2.                     |
| 2                      | Matej Mohorič (SLO)     | 32.                    |
| 3                      | Damiano Caruso (ITA)    | 7.                     |
| 4                      | Jack Haig (AUS)         | 11.                    |
| 5                      | Andrea Pasqualon (ITA)  | 59.                    |
| 6                      | Santiago Buitrago (COL) | 3.                     |
| 7                      | Edoardo Zambanini (ITA) | 39.                    |

| Astana Qazaqstan Team AST | Astana Qazaqstan Team AST | Astana Qazaqstan Team AST |
| ------------------------- | ------------------------- | ------------------------- |
| Nr.                       | Rytter                    | Placering                 |
| 11                        | Samuele Battistella (ITA) | DNF-5                     |
| 12                        | Luis León Sánchez (ESP)   | 24.                       |
| 13                        | Cristian Scaroni (ITA)    | DNF-4                     |
| 14                        | Fabio Felline (ITA)       | 72.                       |
| 15                        | Vadim Pronskij (KAZ)      | DNS-2                     |
| 16                        | Antonio Nibali (ITA)      | 82.                       |
| 17                        | Joe Dombrowski (USA)      | DNS-5                     |

| Ineos Grenadiers IGD | Ineos Grenadiers IGD              | Ineos Grenadiers IGD |
| -------------------- | --------------------------------- | -------------------- |
| Nr.                  | Rytter                            | Placering            |
| 21                   | Carlos Rodríguez (ESP) (landevej) | 4.                   |
| 22                   | Tao Geoghegan Hart (GBR)          | 6.                   |
| 23                   | Jhonatan Narváez (ECU)            | 12.                  |
| 24                   | Connor Swift (GBR)                | 61.                  |
| 25                   | Omar Fraile (ESP)                 | 36.                  |
| 26                   | Salvatore Puccio (ITA)            | 76.                  |
| 27                   | Pavel Sivakov (FRA)               | 10.                  |

| Movistar Team MOV | Movistar Team MOV         | Movistar Team MOV |
| ----------------- | ------------------------- | ----------------- |
| Nr.               | Rytter                    | Placering         |
| 31                | Enric Mas (ESP)           | 5.                |
| 32                | Iván García Cortina (ESP) | 75.               |
| 33                | Ruben Guerreiro (POR)     | 21.               |
| 34                | Gonzalo Serrano (ESP)     | 49.               |
| 35                | Nelson Oliveira (POR)     | 26.               |
| 36                | Gorka Izagirre (ESP)      | 18.               |
| 37                | Sergio Samitier (ESP)     | 86.               |

| UAE Team Emirates UAD | UAE Team Emirates UAD | UAE Team Emirates UAD |
| --------------------- | --------------------- | --------------------- |
| Nr.                   | Rytter                | Placering             |
| 41                    | Tadej Pogačar (SLO)   | 1.                    |
| 42                    | Alessandro Covi (ITA) | 54.                   |
| 43                    | George Bennett (NZL)  | 22.                   |
| 44                    | Tim Wellens (BEL)     | 17.                   |
| 45                    | Rafał Majka (POL)     | 25.                   |
| 46                    | Sjoerd Bax (NED)      | 79.                   |
| 47                    | Domen Novak (SLO)     | 91.                   |

| Team Jayco AlUla JAY | Team Jayco AlUla JAY          | Team Jayco AlUla JAY |
| -------------------- | ----------------------------- | -------------------- |
| Nr.                  | Rytter                        | Placering            |
| 51                   | Kevin Colleoni (ITA)          | 48.                  |
| 52                   | Felix Engelhardt (GER)        | 55.                  |
| 53                   | Tsgabu Grmay (ETH)            | 14.                  |
| 54                   | Christopher Juul-Jensen (DEN) | 80.                  |
| 55                   | Rudy Porter (AUS)             | 46.                  |
| 56                   | Matteo Sobrero (ITA)          | 20.                  |
| 57                   | Filippo Zana (ITA) (landevej) | 27.                  |

| Alpecin-Deceuninck ADC | Alpecin-Deceuninck ADC  | Alpecin-Deceuninck ADC |
| ---------------------- | ----------------------- | ---------------------- |
| Nr.                    | Rytter                  | Placering              |
| 61                     | Dries De Bondt (BEL)    | 81.                    |
| 62                     | Sam Gaze (NZL)          | 65.                    |
| 63                     | Ayco Bastiaens (BEL)    | DNF-5                  |
| 64                     | Alexander Krieger (GER) | DNF-5                  |
| 65                     | Axel Laurance (FRA)     | 35.                    |
| 66                     | Stefano Oldani (ITA)    | 44.                    |
| 67                     | Lionel Taminiaux (BEL)  |                        |

| Intermarché-Circus-Wanty ICW | Intermarché-Circus-Wanty ICW | Intermarché-Circus-Wanty ICW |
| ---------------------------- | ---------------------------- | ---------------------------- |
| Nr.                          | Rytter                       | Placering                    |
| 71                           | Lorenzo Rota (ITA)           | 8.                           |
| 72                           | Georg Zimmermann (GER)       | 47.                          |
| 73                           | Dion Smith (NZL)             | 57.                          |
| 74                           | Niccolò Bonifazio (ITA)      | 60.                          |
| 75                           | Laurens Huys (BEL)           | 23.                          |
| 76                           | Aimé De Gendt (BEL)          | 92.                          |
| 77                           | Laurenz Rex (BEL)            | 83.                          |

| Caja Rural-Seguros RGA CJR | Caja Rural-Seguros RGA CJR     | Caja Rural-Seguros RGA CJR |
| -------------------------- | ------------------------------ | -------------------------- |
| Nr.                        | Rytter                         | Placering                  |
| 81                         | Orluis Aular (VEN) (landevej)  | 84.                        |
| 82                         | Joel Nicolau (ESP)             | DNF-5                      |
| 83                         | Tomáš Bárta (CZE)              | DNF-4                      |
| 84                         | Jefferson Alveiro Cepeda (ECU) | 15.                        |
| 85                         | David González López (ESP)     | DNF-3                      |
| 86                         | Jokin Murguialday (ESP)        | DNF-3                      |
| 87                         | Julen Amezqueta (ESP)          | DNF-5                      |

| Eolo-Kometa EOK | Eolo-Kometa EOK         | Eolo-Kometa EOK |
| --------------- | ----------------------- | --------------- |
| Nr.             | Rytter                  | Placering       |
| 91              | Lorenzo Fortunato (ITA) | DNF-5           |
| 92              | Erik Fetter (HUN)       | 50.             |
| 93              | Davide Bais (ITA)       | DNS-5           |
| 94              | Simone Raccani (ITA)    | 73.             |
| 95              | Diego Sevilla (ESP)     | 69.             |
| 96              | Fernando Tercero (ESP)  | 34.             |
| 97              | Álex Martín (ESP)       | 67.             |

| Lotto Dstny LTD | Lotto Dstny LTD                   | Lotto Dstny LTD |
| --------------- | --------------------------------- | --------------- |
| Nr.             | Rytter                            | Placering       |
| 101             | Andreas Kron (DEN)                | 9.              |
| 102             | Milan Menten (BEL)                | 89.             |
| 103             | Pascal Eenkhoorn (NED) (landevej) | 52.             |
| 104             | Brent Van Moer (BEL)              | 58.             |
| 105             | Johannes Adamietz (GER)           | 41.             |
| 106             | Frederik Frison (BEL)             | 51.             |
| 107             | Liam Slock (BEL)                  | 66.             |

| Israel-Premier Tech IPT | Israel-Premier Tech IPT | Israel-Premier Tech IPT |
| ----------------------- | ----------------------- | ----------------------- |
| Nr.                     | Rytter                  | Placering               |
| 111                     | Dylan Teuns (BEL)       | 19.                     |
| 112                     | Nick Schultz (AUS)      | 13.                     |
| 113                     | Simon Clarke (AUS)      | DNF-1                   |
| 114                     | Hugo Houle (CAN)        | 56.                     |
| 115                     | Corbin Strong (NZL)     | DNS-4                   |
| 116                     | Sep Vanmarcke (BEL)     | DNF-5                   |
| 117                     | Tom Van Asbroeck (BEL)  | 88.                     |

| Equipo Kern Pharma EKP | Equipo Kern Pharma EKP     | Equipo Kern Pharma EKP |
| ---------------------- | -------------------------- | ---------------------- |
| Nr.                    | Rytter                     | Placering              |
| 121                    | Jon Agirre (ESP)           | 29.                    |
| 122                    | Raúl García Pierna (ESP)   | DNF-1                  |
| 123                    | Igor Arrieta (ESP)         | 30.                    |
| 124                    | Pau Miquel (ESP)           | DNF-4                  |
| 125                    | Álex Jaime (ESP)           | DNF-1                  |
| 126                    | Carlos García Pierna (ESP) | 63.                    |
| 127                    | Héctor Carretero (ESP)     | 70.                    |

| Euskaltel-Euskadi EUS | Euskaltel-Euskadi EUS  | Euskaltel-Euskadi EUS |
| --------------------- | ---------------------- | --------------------- |
| Nr.                   | Rytter                 | Placering             |
| 131                   | Juan José Lobato (ESP) | DNF-2                 |
| 132                   | Txomin Juaristi (ESP)  | 62.                   |
| 133                   | Xabier Isasa (ESP)     | 78.                   |
| 134                   | Gotzon Martín (ESP)    | 71.                   |
| 135                   | Joan Bou (ESP)         | 31.                   |
| 136                   | Luis Ángel Maté (ESP)  | 38.                   |
| 137                   | Ibai Azurmendi (ESP)   | DNS-4                 |

| TotalEnergies TEN | TotalEnergies TEN          | TotalEnergies TEN |
| ----------------- | -------------------------- | ----------------- |
| Nr.               | Rytter                     | Placering         |
| 141               | Dries Van Gestel (BEL)     | 85.               |
| 142               | Edvald Boasson Hagen (NOR) | 45.               |
| 143               | Pierre Latour (FRA)        | 43.               |
| 144               | Paul Ourselin (FRA)        | DNS-5             |
| 145               | Geoffrey Soupe (FRA)       | DNF-5             |
| 146               | Alan Jousseaume (FRA)      | DNS-5             |
| 147               | Jérémy Cabot (FRA)         | 33.               |

| Burgos-BH BBH | Burgos-BH BBH              | Burgos-BH BBH |
| ------------- | -------------------------- | ------------- |
| Nr.           | Rytter                     | Placering     |
| 151           | Clément Alleno (FRA)       | 87.           |
| 152           | Jesús Ezquerra (ESP)       | 74.           |
| 153           | Daniel Navarro (ESP)       | 37.           |
| 154           | Cyril Barthe (FRA)         | 77.           |
| 155           | Ander Okamika (ESP)        | 64.           |
| 156           | José Manuel Díaz (ESP)     | 16.           |
| 157           | Andrés Camilo Ardila (COL) | 28.           |

| Team Flanders-Baloise TFB | Team Flanders-Baloise TFB | Team Flanders-Baloise TFB |
| ------------------------- | ------------------------- | ------------------------- |
| Nr.                       | Rytter                    | Placering                 |
| 161                       | Aaron Van Poucke (BEL)    | 90.                       |
| 162                       | Vincent Van Hemelen (BEL) | 68.                       |
| 163                       | Gilles De Wilde (BEL)     | DNF-5                     |
| 164                       | Jenno Berckmoes (BEL)     | 40.                       |
| 165                       | Ward Vanhoof (BEL)        | DNF-3                     |
| 166                       | Vito Braet (BEL)          | 42.                       |
| 167                       | Alex Colman (BEL)         | 53.                       |